# Pick Up the Pieces
Pick Up the Pieces è una canzone degli Average White Band contenuta nel loro secondo album AWB del 1974. Nel singolo, la composizione è attribuita al membro fondatore e sassofonista Roger Ball e al chitarrista Hamish Stuart individualmente e alla Average White Band collettivamente.
Il brano è essenzialmente strumentale, se si esclude il titolo della canzone che viene urlato in alcuni punti.
Pick Up the Pieces fu pubblicata nel Regno Unito nel 1974 ma non ebbe il successo sperato, non riuscendo ad entrare in classifica. Quando nell'ottobre 1974 l'album fu pubblicato negli Stati Uniti, le stazioni radio statunitensi cominciarono a trasmettere il brano e il 22 febbraio 1975 raggiunse la cima della classifica dei singoli americana e si instaurò al quinto posto della classifica soul. Dopo il suo successo negli Stati Uniti, il brano raggiunse il sesto posto nel Regno Unito.

## Riferimenti nella cultura di massa
Dopo il successo di Pick Up the Pieces, The J.B.'s registrarono un brano risposta, Pick Up the Pieces One By One. Il singolo fu accreditato a "A.A.B.B" (Above Average Black Band). A quanto riferito, la motivazione principale per la canzone di risposta fu l'appropriazione della linea di basso del brano di James Brown Hot Pants Road.